# Permanent Waves
Permanent Waves är Rushs sjunde studioalbum, släppt i januari 1980. Låtarna på albumet är mer radio-vänliga än deras tidigare.

## Låtlista
Sida ett
1. "The Spirit of Radio" – 4:56
2. "Freewill" – 5:21
3. "Jacob's Ladder" – 7:26

Sida två
1. "Entre Nous" – 4:37
2. "Different Strings" – 3:48
3. "Natural Science" – 9:17
  - I. Tide Pools
  - II. Hyperspace
  - III. Permanent Waves